# Johann Matthias Blesinger
Johann Matthias Blesinger (* 12. Januar 1675 in Bensheim; † 11. März 1752 in Bensheim) war Bürgermeister der Stadt Bensheim.

## Leben
Johann Blesinger wurde im Januar 1675 in Bensheim als Sohn von Franz Blesinger aus Westhofen und dessen Ehefrau Elisabeth Meißner aus Solothurn geboren. Er wurde katholisch getauft. Er war seit 10. August 1694 mit Anne Sara Brettel (1674–1758) verheiratet. Aus der Ehe gingen Johannes (* 1696), Franz Ludwig (* 1698), Anna Margaretha (* 1703), Franz (* 1705), Maria Barbara (* 1708) und Adam (* 1718) hervor.
Im Jahr 1706 wurde er zum Schatzungserheber gewählt. Je nach Quelle war er ab 1710 oder 1713 Gemeindebürgermeister von Bensheim. 1714 wird die Tätigkeit des Steinsetzers und 1721 die Position eines Kirchenseniors erwähnt.

## Tagebuch/Familienchronik
Johann schrieb ab 1693 unter dem Titel „Eine (Haus-)Anleitung usw.“ an einer Art Tagebuch, welches bis heute erhalten ist. Sein Sohn Adam führte es bis 1778 fort.
1910 übergab der Kunsthistoriker August Feigel, der ein direkter Nachfahre Blesingers war, es als Schenkung an die Stadt Bensheim. In seine Familie kam das Buch über Johanns Nachkommen Franz Jacob Blesinger (Dr. jur. und Ghz. Hessischer Hofgerichtssekretär), der 1840 Anna Maria Feigel heiratete.
Mehrere Veröffentlichungen beschäftigen sich mit dem Dokument. Es enthält unter anderem Berichte über das Leben nach dem Dreißigjährigen Krieg, der Erbfolgekriege in Europa und des Siebenjährigen Krieges.